# 데카스포르타: Wii로 즐기는 스포츠 10종목!
데카스포르타 Wii로 즐기는 스포츠 "10"종목!은 허드슨이 개발한 Wii용 게임 소프트웨어이다. 대한민국에서는 2009년 4월 23일에 발매되었고 희망 소비자 가격은 43,000원이다. 아디다스의 후원을 받은 게임이다.

## 평가
게임스팟의 2008년 비디오 게임 상에서 "가장 나쁜 게임"(Worst Game Everyone Played)에 지명되기도 했다.